# 对头冤家
《对头冤家》（英語：Nothing In Common）是一部1986年美国喜剧电影，由蓋瑞·馬歇爾执导，汤姆·汉克斯和傑基·葛里森主演，这是葛里森出演的最后一个电影角色，因为他患了晚期癌症。
虽然这部电影赚了2.5倍于预算的票房，但在最初上映时，它并不被认为是一个巨大的经济成功，但随着汉克斯的名气越来越大，它变得越来越受欢迎。有些人认为这个角色是汉克斯职业生涯中的关键角色，标志着他从喜剧角色转变为严肃故事的主角，许多评论家也称赞了格里森的表演。

## 演员
- 汤姆·汉克斯 饰演 David Basner
- 傑基·葛里森 饰演 Max Basner
- 爱娃·玛丽·森特 饰演 Lorraine Basner
- 埃克托尔·埃利松多 饰演 Charlie Gargas
- Barry Corbin 饰演 Andrew Woolridge
- Sela Ward 饰演 Cheryl Ann Wayne
- Bess Armstrong 饰演 Donna Mildred Martin

## 评价
影评人和观众对这部电影的评价褒贬不一。据影评网站烂番茄报道，在23位专业影评人中，有57%的人对这部电影给予了正面评价，平均评分为5.9/10.
《芝加哥太陽報》的罗杰·伊伯特给了这部电影2.5分（满分4分）的评价，并在评论中写道：“这部电影分为两部分，一开始是一部喜剧，最后变成了一个试图理解自己苦闷、孤独的父母的令人心碎的故事。电影不是小说。”[2]
在影院评分的调查中，观众给这部电影的平均评分是“A-”（A+到F）。